# Uerkheim
Uerkheim es una comuna suiza del cantón de Argovia, ubicada en el distrito de Zofingen. Limita al norte con las comunas de Safenwil, Kölliken y Holziken, al este con Schöftland, al sureste con Staffelbach, al sur con Bottenwil, y al oeste con Zofingen.